# Vangueria agrestis
Vangueria agrestis là một loài thực vật có hoa trong họ Thiến thảo. Loài này được (Schweinf. ex Hiern) Lantz mô tả khoa học đầu tiên năm 2005.